# Contea di Yunlin
Yunlin (in cinese 雲林縣) è una delle 25 contee di Taiwan, situata nella parte occidentale del paese e affacciata sul mar Cinese meridionale in corrispondenza dello stretto di Formosa.

## Descrizione
Yunlin ha una superficie di 1.290,84 km² e una popolazione (2009) di 723.700 abitanti. Il capoluogo della contea è Douliu, con una popolazione di 103.000 abitanti nel 2003. Altre città di rilievo sono Beigang, Dounan, Huwei, Tuku e Xiluo.
La contea di Yunlin comprende 14 distretti rurali:
1. Baozhong Township (褒忠鄉)
2. Citong Township (莿桐鄉)
3. Dapi Township (大埤鄉)
4. Dongshi Township (東勢鄉)
5. Erlin Township (二崙鄉)
6. Gukeng Township (古坑鄉)
7. Kouhu Township (口湖鄉)
8. Linnei Township (林內鄉)
9. Lunbei Township (崙背鄉)
10. Mailiao Township (麥寮鄉)
11. Shuilin Township (水林鄉)
12. Sihu Township (四湖鄉)
13. Taixi Township (臺西鄉)
14. Yuanchang Township (元長鄉)

## Attività culturali
- Festival internazionale della musica di Beigang